# Allerey-sur-Saône
Allerey-sur-Saône là một xã ở tỉnh Saône-et-Loire trong vùng Bourgogne-Franche-Comté miền trung Pháp.

## Thông tin nhân khẩu
Theo điều tra dân số năm 1999, xã này có dân số 616 người.
Con số ước tính năm 2006 là 740 người.